# Tvrđava Juraj III.
Fortica ili tvrđava Juraj III., tvrđava oko viške luke.

## Opis dobra
Tvrđava Juraj III. (Fortica) dio je sustava utvrđenja koje su podigli Englezi oko viške luke početkom 19. st. Posve je nepravilnog tlocrta kojim se prilagođavala konfiguraciji terena. Sazidana je 1812. godine na uzvisini zapadno od ulaza u višku luku kao niska građevina kosih zidina opkoljena jarkom, s dva unutrašnja dvorišta i unutrašnjom utvrdom s polukružnim otvorima za topove. Do glavnog ulaza se pristupa visećim mostom. Iznad glavnog ulaza je britanska zastava i natpis u čast tadašnjem engleskom kralju Jurju III. U vrijeme austrijske vladavine je preuređena. Zanimljivo je da su svi lukovi građeni od opeke što upućuje na zaključak da domaći majstori nisu sudjelovali u zidanju.

## Zaštita
Pod oznakom Z-6289 zavedena je pod vrstom "nepokretna kulturna baština - pojedinačna", pravna statusa zaštićena kulturnog dobra, klasificirano kao "vojne i obrambene građevine".